# Maurizio De Jorio
Maurizio De Jorio, Maurizio DeJorio ou Maurizio Di Iorio, né le 24 septembre 1967 à Trente, est un musicien d'Eurobeat et Italo disco italien.

## Biographie
Maurizio De Jorio est né le 24 septembre 1967 à Trente en Italie. De Jorio s'implique dans la musique depuis les années 1980.
Maurizio De Jorio, sous le nom de Niko, compose aux côtés de Bratt Sinclaire, la chanson à succès Night of Fire, récompensée dans les catégories « disque d'or de l'année », « album d'une série d'animation de l'année » et « produit spécial de l'année » par la Recording Industry Association of Japan en 2000. Night of Fire devient l'un des thèmes les plus célèbres de la scène para para, et est reprise par d'autres groupes comme Dream et Hinoi Team. La reprise de Dream est intitulée Night of Fire et celle de Hinoi Team en featuring avec Koricky est incluse sur le single DVD Night of Fire/Play with The Numbers publié en 2005.
En 1998, DeJorio, sous le nom de Max Coveri, publie la chanson Running In The 90's, issue de son album Golden Age publié au label Delta. La chanson sera utilisée dans l'épisode 4 de la première saison de l'anime Initial D, lui faisant une partie de son succès avant d'être reprise au début des années 2010 pour des montages vidéo parodiques. Le nom de Max Coveri est originellement utilisé par Massimo Brancaccio, un drag queen et musicien italien, originaire de Milan, qui adoptera, avant son décès en 2005, le nom de Billy More,.
Plusieurs de ses chansons sont apparues dans l'anime Initial D, comme Speedy Speed Boy, Stop Your Self Control (sous le nom de Marko Polo), Crazy for Your Love (sous le nom de Morris), Take Me to the Top, Music for Hire (sous le nom de D.Essex), Golden Age, Running in the 90's (sous le nom de Max Coveri), et No One Sleep in Tokyo (sous le nom d'Edo Boys).
En septembre 2015, Maurizio participe aux festivités de la 58e édition de la Festa dell’uva de Giovo.